# André Marie Constant Duméril
André Marie Constant Duméril (Amiens, 1º gennaio 1774 – Parigi, 14 agosto 1860) è stato uno zoologo francese, padre di Auguste Henri Andrè Duméril (1812-1870), anch'egli zoologo.
Laureatosi all'età di 19 anni alla Università di Rouen in Scienze Biologiche, nel 1800 si trasferisce a Parigi dove diviene allievo di Georges Cuvier, che lo introduce allo studio dell'anatomia comparata.
Dal 1801 al 1812 ricopre l'incarico di professore di anatomia presso il Museo nazionale di storia naturale di Francia, collaborando con Alexandre Brongniart e Lacépède.

Durante la Restaurazione fu nominato membro dell'Accademia francese delle scienze.
Nel 1825, alla morte di Lacépède, gli succede nell'insegnamento di erpetologia e ittiologia.
Nel 1857 si ritirò dall'insegnamento cedendo il suo posto al figlio Auguste. Nel 1860, due mesi prima della sua morte, fu insignito della Legion d'onore.

## Alcune opere
- Catalogue méthodique de la collection des reptiles, 1851
- Entomologie analytique (1860, due volumi)
- (FR) André Marie Constant Duméril e Gabriel Bibron, Erpétologie générale ou Histoire naturelle complète des reptiles, vol. 1-9, Paris, Librairie encyclopédique de Roret, 1834-1854, ISBN non esistente.
- Prodrome de la classification des reptiles ophidiens, 1853.
- Zoologie analytique, 1806.